# Воронка (притока Турії)
Воронка — річка в Україні, в Ковельському районі Волинської області. Права притока річки Турія, що впадає до Прип'яті (басейн Дніпра). 
Станом на 1953 рік річка витікала з боліт Став та Плес та мала довжину 17 км, після осушення боліт річка має довжину 24 км. До другої половини XX століття у верхній частині річка називалася Став.

## Населенні пункти
Річка Воронка системою меліоративних каналів витікає з околиць села Гончий Брід (Дрозднівська сільська рада). Далі територією Любитівської сільської ради протікає біля села Ворона, де отримує води річечки Рокитенки. Ще нижче протікає за 2 км від села Будище (Колодяжненська сільська рада). Проминувши село Воля-Ковельська, Зеленської сільської ради, впадає в Турію за 60 м від південної межі міста Ковель і траси М07, (E373).